# Albert Held
Pour les articles homonymes, voir Held.
Albert Held, né le 1er janvier 1865 à Villeneuve et mort au Châtelard (aujourd’hui commune de Montreux) le 27 décembre 1960, est un industriel de menuiserie suisse.
Dès 1881, il travaille dans la menuiserie familiale fondée en 1864 à Villeneuve, puis en 1898, il crée la Menuiserie Modèle à Montreux, équipée déjà de machines mues à l'électricité. Estimé pour la bienfacture de son travail et remarqué par l'hôtelier Ami Chessex, il participe à la majorité des chantiers d'hôtels de la Riviera vaudoise. À Lausanne et Genève, il a collaboré avec les architectes renommés de Suisse romande, notamment dans les années 1930.
Conseiller communal (législatif) du Châtelard Montreux (1906-1925).